# Broderick Crawford
William Broderick Crawford (* 9. Dezember 1911 in Philadelphia; † 26. April 1986 in Rancho Mirage, Kalifornien) war ein US-amerikanischer Schauspieler. Für seinen Auftritt in Der Mann, der herrschen wollte (1949) erhielt er den Oscar als Bester Hauptdarsteller.

## Leben
Broderick Crawford, Sohn der Schauspielerin Helen Broderick und des Komikers Lester Crawford (1882–1962), begann seine Karriere am Broadway und ging 1937 nach Hollywood. Er wurde allerdings lange Zeit nur in Nebenrollen oder als Hauptdarsteller von B-Filmen eingesetzt. Im Zweiten Weltkrieg trat er in das United States Army Air Corps ein und war beim Armeerundfunk eingesetzt.
Ende der 1940er und Anfang der 1950er Jahre erreichte Crawford seinen Karrierehöhepunkt, als er in einer Reihe von Film noirs und Gangsterfilmen in Hauptrollen mitwirkte. Für seine darstellerische Leistung als demagogischer Politiker Willie Stark in Robert Rossens Filmdrama Der Mann, der herrschen wollte (1949) wurde er mit dem Oscar, dem Golden Globe Award und dem New York Film Critics Circle Award ausgezeichnet. 1950 war er in George Cukors Komödie Die ist nicht von gestern in der Rolle eines betrügerischen Geschäftsmannes zu sehen. 1955 spielte Crawford neben Giulietta Masina die Hauptrolle in dem Film Die Schwindler (Il Bidone) von Federico Fellini. Ab Mitte der 1950er-Jahre übernahm Crawford auch Fernsehrollen, von 1955 bis 1959 war er Hauptdarsteller der Serie Streifenwagen 2150. Crawford stand bis zum Jahr 1982 für insgesamt rund 140 Film- und Fernsehproduktionen vor der Kamera.
Seit 1960 besitzt Crawford zwei Sterne auf dem Hollywood Walk of Fame. Crawford war dreimal verheiratet und zweimal geschieden. 1940 bis 1958 mit der Schauspielerin Kay Griffith (1915–2002), mit der er zwei Söhne hatte. 1962 bis 1967 mit der Schauspielerin Joan Tabor (1932–1968), die Trauung erfolgte in Las Vegas. Sowie 1973 bis zu seinem Tod 1986 mit der Schauspielerin Mary Alice Moore (1923–1989).

## Filmografie (Auswahl)
- 1937: Virginia auf Männerfang (Woman Chases Man)
- 1939: Drei Fremdenlegionäre (Beau Geste)
- 1939: Verrat im Dschungel (The Real Glory)
- 1939: Zauberer der Liebe (Eternally Yours)
- 1940: Die Bande der Fünf (When the Daltons Rode)
- 1940: Das Haus der sieben Sünden (Seven Sinners)
- 1941: South of Tahiti
- 1942: Die fröhliche Gauner GmbH (Larceny, Inc.)
- 1946: Die Ausreißerin (The Runaround)
- 1946: Vergessene Stunde (Black Angel)
- 1947: Die falsche Sklavin (Slave Girl)
- 1949: Die Goldräuber von Tombstone (Bad Men of Tombstone)
- 1949: Kuß im Dunkeln (A Kiss in the Dark)
- 1949: Der Mann, der herrschen wollte (All the King’s Men)
- 1950: Ladung für Kapstadt (Cargo to Capetown)
- 1950: Verurteilt (Convicted)
- 1950: Die ist nicht von gestern (Born Yesterday)
- 1951: Die Spur führt zum Hafen (The Mob)
- 1952: Skandalblatt (Scandal Sheet)
- 1952: Mann gegen Mann (Lone Star)
- 1952: Gauner mit weißer Weste (Stop, You’re Killing Me)
- 1953: Dürstende Lippen (Last of the Comanches)
- 1953: Der letzte Suchtrupp (The Last Posse)
- 1954: Das unsichtbare Netz (Night People)
- 1954: Lebensgier (Human Desire)
- 1954: Drei dunkle Straßen (Down Three Dark Streets)
- 1955: Pantherkatze (New York Confidential)
- 1955: Blutgeld (Big House)
- 1955: … und nicht als ein Fremder (Not as a Stranger)
- 1955: Die Schwindler (Il bidone)
- 1955–1959: Streifenwagen 2150 (Highway Patrol, Fernsehserie, 156 Folgen)
- 1956: Die erste Kugel trifft (The Fastest Gun Alive)
- 1956: Feuertaufe (Between Heaven and Hell)
- 1958: Mörder an Bord (The Decks Ran Red)
- 1960: Die Rache des Herkules (La vendetta di Ercole)
- 1961–1962: King of Diamonds (Fernsehserie, 37 Folgen)
- 1963: Die Kastilier (El valle de las espadas)
- 1963: Die Leute von der Shiloh Ranch (The Virginian, Fernsehserie, Folge 2x04)
- 1964: Tausend Meilen Staub (Rawhide, Fernsehserie, 2 Folgen)
- 1964: Madame P. und ihre Mädchen (A House Is Not a Home)
- 1964: Amos Burke (Burke’s Law, Fernsehserie, 4 Folgen)
- 1965: Gauner gegen Gauner (The Rogues, Fernsehserie, Folge 1x17)
- 1965: Der Tag danach (Up From the Beach)
- 1966: Ein Mann wie Kid Rodelo (Kid Rodelo)
- 1966: Per un dollaro di gloria
- 1966: … denn keiner ist ohne Schuld (The Oscar)
- 1966: Der Mann aus Texas (The Texican)
- 1967: Der blutige Westen (Red Tomahawk)
- 1967: Solo für O.N.C.E.L. (The Man from U.N.C.L.E., Fernsehserie, Folge 4x03)
- 1968–1969: The Name of the Game (Fernsehserie, 3 Folgen)
- 1969: Der Chef (Ironside, Fernsehserie, Folge 2x14)
- 1969: Mini-Max (Get Smart, Fernsehserie, Folge 5x05)
- 1970: The Yin and the Yang of Mr. Go
- 1970: Wie kommt ein so reizendes Mädchen zu diesem Gewerbe? (How Did a Nice Girl Like You Get Into This Business?)
- 1970: Ihr Auftritt, Al Mundy (It Takes a Thief, Fernsehserie, Folge 3x18)
- 1970: Ransom Money
- 1970–1971: Die Assistenzärzte (The Interns, Fernsehserie, 24 Folgen)
- 1972: Alias Smith und Jones (Fernsehserie, Folge 2x17)
- 1972: Am Tor zur Freiheit liegt der Totenschein (Embassy)
- 1973: Der Bucklige vom Horror-Kabinett (Terror in the Wax Museum)
- 1974: Das Phantom von Hollywood (The Phantom of Hollywood, Fernsehfilm)
- 1974: Harry O (Fernsehserie, Folge 1x11)
- 1976: Won Ton Ton – der Hund, der Hollywood rettete (Won Ton Ton, the Dog Who Saved Hollywood)
- 1976: Look What's Happened to Rosemary's Baby (Fernsehfilm)
- 1976: SOS in den Wolken (Mayday at 40,000 Feet!, Fernsehfilm)
- 1977: CHiPs (Fernsehserie, Folge 1x09)
- 1977: Ich bin der Boss – Skandal beim FBI (The Private Files of J. Edgar Hoover)
- 1979: Ich liebe dich – I Love You – Je t’aime (A Little Romance)
- 1980: Harlekin (Harlequin)
- 1980: Daddy dreht durch (There Goes the Bride)
- 1981: Vegas (Vega$, Fernsehserie, Folge 3x20)
- 1981: Durchgebrannt aus Liebe (Liar’s Moon)
- 1981: Trottel im Weltall (The Creature Wasn’t Nice, Sprechrolle)
- 1981: Fantasy Island (Fernsehserie, Folge 5x08)
- 1981: Den Tüchtigen gehört die Welt
- 1982: Simon & Simon (Fernsehserie, Folge 2x06 Reite weiter, wilder Reiter)

## Auszeichnungen
- 1949: New York Film Critics Circle Award als Bester Hauptdarsteller für Der Mann, der herrschen wollte
- 1950: Oscar als Bester Hauptdarsteller für Der Mann, der herrschen wollte
- 1950: Golden Globe Award als Bester Hauptdarsteller in einem Drama für Der Mann, der herrschen wollte